# Jorge Lorenzo Hidalgo
Jorge Lorenzo Hidalgo (Martínez, Provincia de Buenos Aires, 12 de marzo de 1927 - Buenos Aires, Argentina, 29 de mayo de 2003) fue un futbolista argentino que se desempeñaba como mediocampista. Formó junto a Fernando Gianserra y Enrique Brunetti la mejor línea media en la historia de Tigre.

## Historia
Un símbolo de Tigre, integró el mejor mediocampo que tuvo el club durante la década de 1950 junto con Fernando Gianserra y Enrique Brunetti, ubicado como lateral izquierdo.
Se incorporó a la cuarta especial en 1947, debutando al año siguiente en Primera División. Fue campeón de Primera B en 1953, y además de la campaña de 1955, en el que Tigre finalizó sexto, participó de la exitosa gira por América en 1956. Jugó 198 partidos entre 1948 y 1957, marcando 2 goles.
Paralelamente a su actividad como deportista, abrió con su padre una parada de diarios y revistas en el andén de la estación Martínez.

## Trayectoria
| Club  | País      | Período   | Partidos |
| ----- | --------- | --------- | -------- |
| Tigre | Argentina | 1948-1957 | 198      |

## Palmarés

### Campeonatos nacionales
| Título    | Club  | País      | Año  |
| --------- | ----- | --------- | ---- |
| Primera B | Tigre | Argentina | 1953 |